# Hangup
Hangup is een Amerikaanse actiefilm uit 1974 onder regie van Henry Hathaway.

## Verhaal
Een politieagent wordt verliefd op een heroïneverslaafde. Hij laat haar staan, als hij erachter komt dat ze ooit een prostituee geweest is. Wanneer zij vervolgens zelfmoord pleegt, neemt hij wraak op de wereld.

## Rolverdeling
| Acteur          | Personage         |
| --------------- | ----------------- |
| William Elliott | Ken Ramsey        |
| Cliff Potts     | Lou               |
| Marki Bey       | Julie             |
| Michael Lerner  | Fred Richards     |
| Wally Taylor    | Brigadier Becker  |
| George Murdock  | Commandant Gorney |
| Timothy Blake   | Gwen              |
| Fredd Wayne     | Felder            |
| Midori          | Sally             |
| David Renard    | Bud               |
| Pepe Serna      | Enrique           |
| Rafael Campos   | Longnose          |
| Lynn Hamilton   | Mevrouw Ramsey    |
| William Bramley | Simpson           |
| Bob Delegall    | Jennings          |